# Liste der Fornminnen in Mjällby

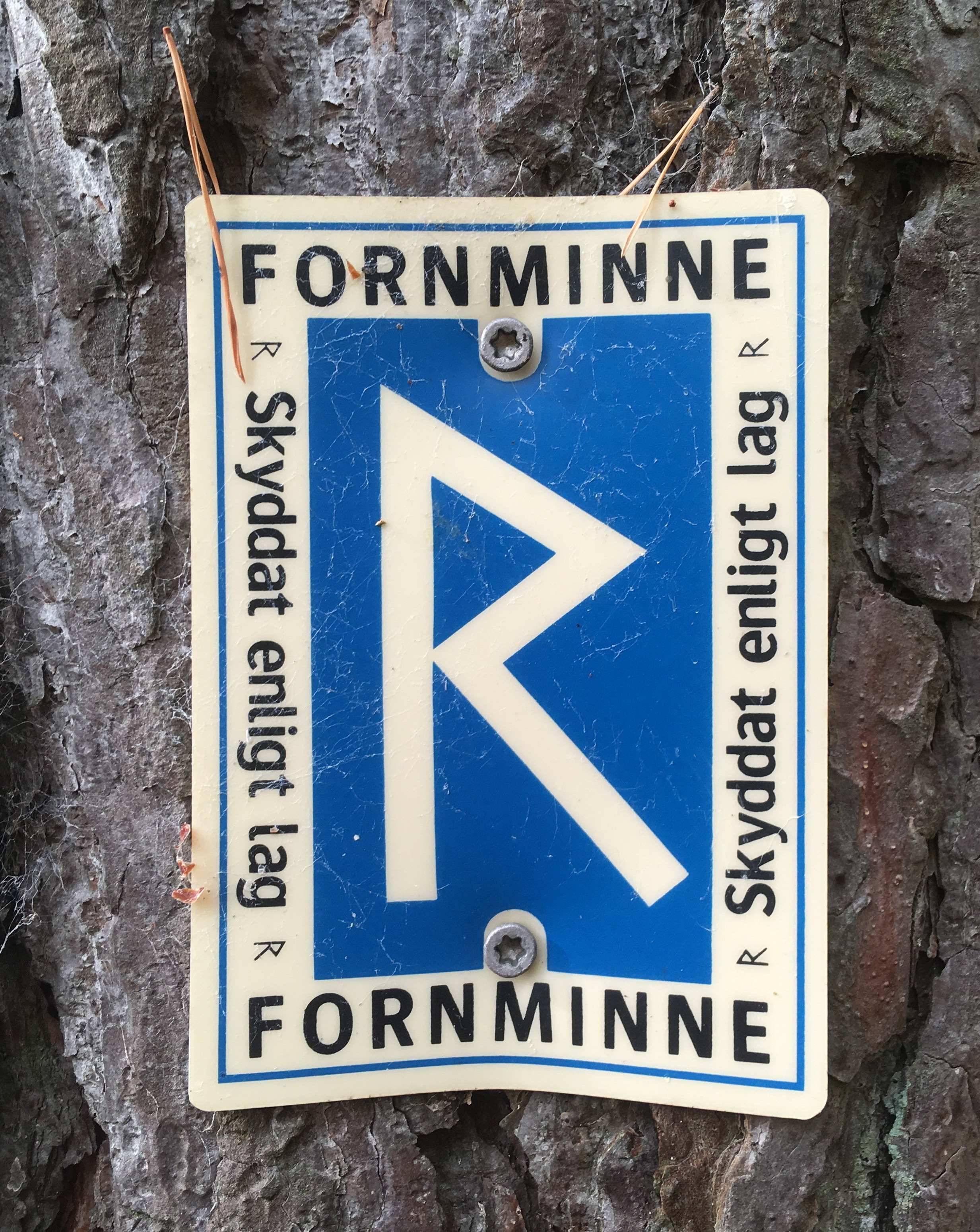
Zeichen für „Fornminnen“ in Schweden

Diese Liste der Fornminnen in Mjällby zeigt die „Alten/antiken Denkmale“ (schwedisch fornminnen) im ehemaligen Socken Mjällby in der heutigen Gemeinde Sölvesborg der südschwedischen Provinz Blekinge län, sie ist eine Teilliste der „Liste der Fornminnen in Blekinge“. Die Aufteilung basiert auf der historischen Zuordnung der Gebiete in Socken (siehe auch) und der Einteilung des Zentralamt für Denkmalpflege Riksantikvarieämbetet (RAÄ). Es werden die Fornminnen aufgeführt, die auf dem Suchdienst „Fornsök“ registriert sind, welcher weitere Informationen zu den bekannten kulturhistorischen Überresten in Schweden enthält.

## Begriffserklärung
Fornminnen (schwedisch für alte/antike Denkmale oder archäologische Funde) sind in Schweden alte Objekte und archäologische Funde (Fornlämningar), welche die Überreste menschlicher Aktivitäten in der Vergangenheit bezeichnen, die durch frühere Nutzung entstanden sind und dauerhaft aufgegeben wurden. Dabei gilt für Fornminnen, die vor 1850 entstanden sind, dass sie automatisch durch das Gesetz geschützt sind. Aber auch jüngere Überreste können zu Bodendenkmalen erklärt werden, wenn sie sich an ihrem ursprünglichen Standort befinden und weitgehend erdgebunden sind. Als Fornminnen zählen u. a. Siedlungen und Siedlungsreste aus prähistorischer Zeit, Gräber und Grabstätten, Burgruinen, Ruinen von Klöstern, Kirchen und Schlössern, Steine und Felsen mit Inschriften und Bildern (z. B. Runensteine und Petroglyphen), insofern sie nicht schon als Einzeldenkmal unter Byggnadsminnen (schwedisch für Baudenkmale) oder kyrkliga Kulturminnen (schwedisch für kirchliches Kulturgut) ausgewiesen sind.

## Legende
| ID           | = | ID.Nr. des Denkmalregisters (Fornsök) im schwedische Amt für nationales Kulturerbe (Riksantikvarieämbetet (RAÄ)) |
| Lage         | = | Koordinatenangabe des Standorts                                                                                  |
| Bezeichnung  | = | Bezeichnung des Denkmalobjekts (auch RAÄ-Nr.)                                                                    |
| Beschreibung | = | Name (Denkmaltyp/Dokumentenverweis im Arkivsök) sowie eine kurze Beschreibung des Objekts                        |
| Bild         | = | Bild des Objekts sowie Verweis auf weitere Bilder                                                                |

## Fornminnen Mjällby
| ID             | Lage    | Bezeichnung (RAÄ-Nr.) | Beschreibung | Bild           |
| -------------- | ------- | --------------------- | --- | -------------- |
| 10100600040001 | (Karte) | Mjällby 4:1           | Mjällby 4:1 (Gräberfeld / L1979:3786) ca. 40 × 20 m großes Gräberfeld (auch bekannt als schwedisch Skebbas rör) bestehend aus 7 Teilen (1 Steinsetzung, 2 runden Steinen, 1 rechteckigen Stein, 2 stehenden Steinen und 1 Steinreihe) nördlich von Lörby auf dem Kamm eines bewaldeten Ufers im nordöstlichen Teil der Halbinsel Listerland. Das Gräberfeld befindet sich im Norden des ca. 400 × 150 m großen Fossilienfeldes Mjällby 9:1 (L1979:3618), in welchem weitere Steinsetzungen gefunden wurden.             | Weitere Bilder |
| 10100600050001 | (Karte) | Mjällby 5:1           | Mjällby 5:1 (Steinsetzung / L1979:3478) runde (ca. 18 m Durchmesser) Steinsetzung mit mittlerem steingefülltem Graben und umrundendem Graben mit Randmauer inmitten des Fossilienfeldes Mjällby 9:1 (L1979:3618) ca. 250 m südlich vom Gräberfeld Mjällby 4:1 (L1979:3786) nördlich von Lörby | Weitere Bilder |
| 10100600050002 | (Karte) | Mjällby 5:2           | Mjällby 5:2 (Steinsetzung / L1979:3041) Steinsetzung inmitten des Fossilienfeldes Mjällby 9:1 (L1979:3618), etwa 20 m südlich der Steinsetzung Mjällby 5:1 (L1979:3478) nördlich von Lörby | Weitere Bilder |
| 10100600050003 | (Karte) | Mjällby 5:3           | Mjällby 5:3 (Steinsetzung / L1979:3477) Steinsetzung inmitten des Fossilienfeldes Mjällby 9:1 (L1979:3618), etwa 20 m südlich der Steinsetzung Mjällby 5:2 (L1979:3041) nördlich von Lörby | Weitere Bilder |
| 10100600060001 | (Karte) | Mjällby 6:1           | Mjällby 6:1 (Steinsetzung / L1979:3479) Steinsetzung im Fossilienfeld Mjällby 9:1 (L1979:3618), etwa 30 m südlich der Steinsetzung Mjällby 5:3 (L1979:3477) nördlich von Lörby | Weitere Bilder |
| 10100600080001 | (Karte) | Mjällby 8:1           | Mjällby 8:1 (Steinsetzung / L1979:3172) rechteckige, steingefüllte Steinsetzung am Fossilienfeld Mjällby 9:1 (L1979:3618) nördlich von Lörby, etwa 50 m in südöstlicher Richtung vom südlichen Rand des Fosslienfelds | Weitere Bilder |
| 10100600080002 | (Karte) | Mjällby 8:2           | Mjällby 8:2 (Steinsetzung / L1979:3617) rechteckige, steingefüllte Steinsetzung am Fossilienfeld Mjällby 9:1 (L1979:3618) nördlich von Lörby, etwa 30 m in südöstlicher Richtung vom südlichen Rand des Fosslienfelds | Weitere Bilder |
| 10100600090001 | (Karte) | Mjällby 9:1           | Mjällby 9:1 (Fossilienfeld / L1979:3618) etwa 400 × 150 m großes Fossilienfeld nördlich von Lörby auf dem Kamm eines bewaldeten Ufers im nordöstlichen Teil der Halbinsel Listerland. Auf dem Gebiet befinden sich das Gräberfeld Mjällby 4:1 (L1979:3786) sowie die Steinsetzungen Mjällby 5:1 (L1979:3478), Mjällby 5:2 (L1979:3041), Mjällby 5:3 (L1979:3477), Mjällby 6:1 (L1979:3479) und Mjällby 131 (L1978:8499), es ist umrandet von einer Steinmauer, welche mittels eines Zauntritts überstiegen werden kann. | Weitere Bilder |
| 10100600180001 | (Karte) | Mjällby 18:1          | Mjällby 18:1 (Friedhof / L1979:3419) Friedhof (auch als „Englischer Friedhof“, schwedisch Engelska kyrkogården bezeichnet) befindet sich im Norden der Insel Hanö. Das ca. 30 × 12 m große Gebiet ist von einer Steinmauer begrenzt und beinhaltet die Gräber der gefallenen englischen Seeleute, welche während der napoleonischen Kriege starben, als Hanö Stützpunkt der englischen Kriegsflotte war. 1973 wurde zum Andenken ein Holzkreuz errichtet.                                                               | Weitere Bilder |
| 10100600200001 | (Karte) | Mjällby 20:1          | Mjällby 20:1 (Fischerstelle / L1979:3891) Fischerstelle an der Südwestküste der Insel Hanö, ca. 300 m südlich der Fischerstelle Mjällby 21:1 (L1979:3327) | Weitere Bilder |
| 10100600210001 | (Karte) | Mjällby 21:1          | Mjällby 21:1 (Fischerstelle / L1979:3327) Fischerstelle an der Südwestküste der Insel Hanö, ca. 300 m nördlich der Fischerstelle Mjällby 20:1 (L1979:3891) am Ortsrand von Hanöläge | Weitere Bilder |
| 10100600240001 | (Karte) | Mjällby 24:1          | Mjällby 24:1 (Steinsetzung / L1979:3109) Steinsetzung nördlich der Ortschaft Hörvik, an der Ostküste der Halbinsel Listerland, neben Steinsetzung Mjällby 24:2 (L1979:3684) | Weitere Bilder |
| 10100600240002 | (Karte) | Mjällby 24:2          | Mjällby 24:2 (Steinsetzung / L1979:3684) Steinsetzung nördlich der Ortschaft Hörvik, an der Ostküste der Halbinsel Listerland, neben Steinsetzung Mjällby 24:1 (L1979:3109) | Weitere Bilder |
| 10100600270001 | (Karte) | Mjällby 27:1          | Mjällby 27:1 (Hügelgrab / L1979:3638) flacher, runder (ca. 9 m Durchmesser) Grabhügel (auch als schwedisch Stiby Sissa bezeichnet) aus der frühen Eisenzeit, nordwestlich der Ortschaft Hällevik beim Dorf Stiby auf der Halbinsel Listerlandet mit einem etwa 2 m hohen Bautastein, befindet sich am Westrand des etwa 120 ha großen Naturschutzgebiets „Stiby Backe“ (siehe auch FFH-Gebiet „Stiby Backe“ EEA-ID:SE0410010, WDPA-ID:555532910), Bildnachweis                                                          | Weitere Bilder |
| 10100600290001 | (Karte) | Mjällby 29:1          | Mjällby 29:1 (Steinhügelgrab / L1979:3511) bronzezeitliches Steinhügelgrab auf einem bewaldeten Hügel südlich von Mörby (auch als schwedisch Högarör bezeichnet) auf der Halbinsel Listerland; ca. 1 km südlich befindet sich das Naturschutzgebiet „Hjärthalla“ mit der Steinsetzung Mjällby 30:1 (L1979:3512) und dem Grabstein Mjällby 31:1 (L1979:3513) | Weitere Bilder |
| 10100600300001 | (Karte) | Mjällby 30:1          | Mjällby 30:1 (Steinsetzung / L1979:3512) Steinsetzung auf einem bewaldeten Hügel im Naturschutzgebiet Hjärthalla, ca. 1 km südlich vom Steinhügelgrab Mjällby 29:1 (Högarör – L1979:3511) neben dem Grabstein Mjällby 31:1 (L1979:3513) im Südosten der Halbinsel Listerland | Weitere Bilder |
| 10100600310001 | (Karte) | Mjällby 31:1          | Mjällby 31:1 (Grabstein / L1979:3513) markanter Grabstein auf einem bewaldeten Hügel im Naturschutzgebiet Hjärthalla, ca. 1 km südlich vom Steinhügelgrab Mjällby 29:1 (Högarör – L1979:3511) neben der Steinsetzung Mjällby 30:1 (L1979:3512) im Südosten der Halbinsel Listerland | Weitere Bilder |
| 10100600330001 | (Karte) | Mjällby 33:1          | Mjällby 33:1 (Grabstein / L1979:3449) Grabstein an einer Wegkreuzung in der Ortschaft Lörby nördlich von Mjällby | Weitere Bilder |
| 10100600430001 | (Karte) | Mjällby 43:1          | Mjällby 43:1 (Steinsetzung / L1979:3079) Steinsetzung am Gipfel des „Listerhuvud“ neben Steinsetzung Mjällby 43:2 (L1979:3078) im Norden des gleichnamigen Naturschutzgebiets südlich der Ortschaft Hörvik entlang des Hanö-Sunds. | Weitere Bilder |
| 10100600430002 | (Karte) | Mjällby 43:2          | Mjällby 43:2 (Steinsetzung / L1979:3078) Steinsetzung am Gipfel des „Listerhuvud“ neben der Steinsetzung Mjällby 43:1 (L1979:3079) im Norden des gleichnamigen Naturschutzgebiets südlich der Ortschaft Hörvik entlang des Hanö-Sunds. | Weitere Bilder |
| 10100600440001 | (Karte) | Mjällby 44:1          | Mjällby 44:1 (Steinsetzung / L1979:3736) Steinsetzung im Westen des Naturschutzgebiets „Listerhuvud“ auf einen Hügel namens „Getabjär“ am Rande einer renaturierten Deponie südlich der Ortschaft Hörvik | Weitere Bilder |
| 10100600450001 | (Karte) | Mjällby 45:1          | Mjällby 45:1 (Petroglyphe / L1979:3545) Petroglyphe mit gerillten Steinritzungen im Westen des Naturschutzgebiets Listerhuvud nahe einem Hügel namens „Getabjär“ am Rande einer renaturierten Deponie südlich der Ortschaft Hörvik | Weitere Bilder |
| 10100600470001 | (Karte) | Mjällby 47:1          | Mjällby 47:1 (Petroglyphe / L1979:4017) Petroglyphe in einer Steingruppe neben den Petroglyphen Mjällby 132 (L1978:8556) und Mjällby 133 (L1978:8578) am Feldrand nördlich von Hällevik | Weitere Bilder |
| 10100600480001 | (Karte) | Mjällby 48:1          | Mjällby 48:1 (Gräberfeld / L1979:3797) bronzezeitliches Gräberfeld auf dem Gipfel des Stiby-Bergs im nördlichen Teil des Naturschutzgebiets „Stiby backe“ mit zwei bemerkenswerten Steinsetzungen nördlich von Hällevik. | Weitere Bilder |
| 10100600490001 | (Karte) | Mjällby 49:1          | Mjällby 49:1 (Friedhof / L1979:3928) Friedhof für die Cholera-Opfer von 1853 im südlichen Teil des Naturschutzgebiets „Stiby backe“ nördlich von Hällevik. | Weitere Bilder |
| 10100600500001 | (Karte) | Mjällby 50:1          | Mjällby 50:1 (Friedhof / L1979:3402) Cholera-Friedhof (ca. 26 × 22 m) in der Ortschaft Istaby (westlich Hällevik), am Rande einer Kiesgrube von einer Steinmauer umgeben. | Weitere Bilder |
| 10100600510001 | (Karte) | Mjällby 51:1          | Mjällby 51:1 (Fundort des Runensteins / L1979:3403 / DR 359) Fundort des Istaby-Runensteins DR 359 (auch als „Istabystenen“ bekannt) neben der Straßenkreuzung (Istabyvägen/Torsövägen) in Istaby, heute ausgestellt im Historischen Museum Stockholm. | Weitere Bilder |
| 10100600770001 | (Karte) | Mjällby 77:1          | Mjällby 77:1 (Steinhügelgrab / L1979:4032) Steinhügelgrab bei Björkelund im Naturschutzgebiet „Björkenabben“ an der Südspitze der Halbinsel Listerland, neben der Steinsetzung Mjällby 77:2 (L1979:4031). | Weitere Bilder |
| 10100600770002 | (Karte) | Mjällby 77:2          | Mjällby 77:2 (Steinsetzung / L1979:4031) Steinsetzung bei Björkelund im Naturschutzgebiet „Björkenabben“ an der Südspitze der Halbinsel Listerland, neben dem Steinhügelgrab Mjällby 77:1 (L1979:4032). | Weitere Bilder |
| 10100600780001 | (Karte) | Mjällby 78:1          | Mjällby 78:1 (Gräberfeld / L1979:4033) Gräberfeld an der Südspitze der Halbinsel Listerland beim Naturschutzgebiet „Björkenabben“ mit zwei bemerkenswerten Steinsetzungen | Weitere Bilder |
| 12000000036875 | (Karte) | Mjällby 92            | Mjällby 92 (Siedlung mit Gräbern / L1979:9523) ca. 300 × 200 m großes Fossilienfeld aus Siedlungsresten und Gräberfeld nahe Istaby mit zahlreichen Überresten aus mehreren Epochen (Jungsteinzeit bis Eisenzeit) und Überresten von Langhäusern aus der Bronzezeit sowie einem Gräberfeld mit mind. 80 nachgewiesenen Gräbern aus der Römischen Eisenzeit. | Weitere Bilder |
| 12000000135806 | (Karte) | Mjällby 131           | Mjällby 131 (Steinsetzung / L1978:8499) runde (ca. 12 m Durchmesser) steingefüllte Steinsetzung im Fossilienfeld Mjällby 9:1 (L1979:3618), etwa 60 m nordwestlich der Steinsetzung Mjällby 5:1 (L1979:3478) nördlich von Lörby | Weitere Bilder |
| 12000000135811 | (Karte) | Mjällby 132           | Mjällby 132 (Petroglyphe / L1978:8556) Petroglyphe in einer Steingruppe neben den Petroglyphen Mjällby 47:1 (L1979:4017) und Mjällby 133 (L1978:8578) am Feldrand nördlich von Hällevik. | Weitere Bilder |
| 12000000135813 | (Karte) | Mjällby 133           | Mjällby 133 (Petroglyphe / L1978:8578) Petroglyphe in einer Steingruppe neben den Petroglyphen Mjällby 47:1 (L1979:4017) und Mjällby 132 (L1978:8556) am Feldrand nördlich von Hällevik. | Weitere Bilder |